# Виктория (телесериал, 2016)
«Викто́рия» (англ. Victoria) — британский драматический сериал канала ITV, рассказывающий о ранних годах правления королевы Виктории с момента восшествия её на престол в возрасте 18 лет. Премьера телесериала состоялась 28 августа 2016 года. Сериал был продан 146 странам.
В сентябре 2016 года сериал был продлён на второй сезон, стартовавший 27 августа 2017 года на ITV. Также к нему в дополнение был выпущен рождественский спецвыпуск. В декабре 2017 года сериал был продлён на третий сезон, премьера которого состоялась 13 января 2019 года на PBS. В настоящее время производство находится на паузе, но планировался четвёртый сезон.

## Сюжет
Виктория взошла на престол в период сильной экономической нестабильности и возрождения республиканизма, а умерла 64 года спустя во главе величайшей в мире империи, придав новое значение статусу монарха и став «бабушкой Европы». Сериал представляет собой сагу о взаимосвязанных общественных кругах: сфере власти Букингемского дворца и Вестминстера, королевских домах Европы, а также скандалах, касающихся служебного персонала дворца. В центре всего этого находится новая королева — энергичная и страстная женщина, которая однажды станет бессмертным воплощением силы и стабильности.
Первый сезон сериала повествует о ранних годах правления Виктории с момента её восшествия на престол в 1837 году: первых неуверенных шагах от капризного подростка, не до конца понимающего своих обязанностей, до брака с принцем Альбертом. Во втором сезоне молодая королева сталкивается с актуальной в современное время дилеммой: как совместить свою работу с детьми и мужем.

## В ролях
= Главная роль в сезоне
     = Второстепенная роль в сезоне
     = Гостевая роль в сезоне
     = Не появляется
| Актёр                                            | Персонаж               | Появление в сезонах | Появление в сезонах | Появление в сезонах | Появление в сезонах |
| Актёр                                            | Персонаж               | 1                   | 2                   | 3                   | Эпизоды             |
| ------------------------------------------------ | ---------------------- | ------------------- | ------------------- | ------------------- | ------------------- |
| Дженна Коулман                                   | королева Виктория      | 8                   | 9                   | 8                   | 25                  |
| Том Хьюз                                         | принц Альберт          | 6                   | 9                   | 8                   | 23                  |
| Питер Боулз                                      | герцог Веллингтон      | 5                   | 2                   | 7                   | 14                  |
| Кэтрин Флемминг                                  | герцогиня Кентская     | 8                   | 5                   |                     | 13                  |
| Даниэла Хольц                                    | баронесса Лецен        | 8                   | 8                   |                     | 16                  |
| Нелл Хадсон                                      | мисс Скеррет           | 8                   | 9                   | 4                   | 21                  |
| Фердинанд Кингсли                                | мистер Франкателли     | 8                   | 8                   | 4                   | 20                  |
| Томми Найт                                       | Арчибальд Броди        | 8                   | 8                   | 8                   | 24                  |
| Найджел Линдси                                   | сэр Роберт Пиль        | 6                   | 8                   |                     | 14                  |
| Ив Майлс                                         | миссис Дженкинс        | 8                   |                     |                     | 8                   |
| Дэвид Оукс                                       | принц Эрнст            | 5                   | 9                   |                     | 14                  |
| Пол Рис                                          | сэр Джон Конрой        | 3                   |                     |                     | 3                   |
| Эдриан Шиллер                                    | мистер Пендж           | 8                   | 9                   | 8                   | 25                  |
| Питер Ферт                                       | герцог Камберленд      | 4                   | 1                   |                     | 5                   |
| Алекс Дженнингс                                  | король Леопольд        | 4                   | 5                   | 4                   | 13                  |
| Руфус Сьюэлл                                     | лорд Мельбурн          | 5                   | 2                   |                     | 7                   |
| Бэби Кейв                                        | Вильгельмина Коук      |                     | 9                   |                     | 9                   |
| Маргарет Клуни                                   | герцогиня Сазерленд    | 8                   | 6                   |                     | 14                  |
| Тилли Стил                                       | мисс Клири             |                     | 9                   |                     | 9                   |
| Лео Сутер                                        | Эдвард Драммонд        |                     | 8                   |                     | 8                   |
| Джордан Уоллер                                   | лорд Альфред Пэджет    | 7                   | 9                   | 8                   | 24                  |
| Анна Уилсон Джонс                                | леди Эмма Портман      | 8                   | 3                   | 8                   | 19                  |
| Дайана Ригг                                      | герцогиня Баклю        |                     | 9                   |                     | 9                   |
| Николас Одсли                                    | Чарльз, герцог Монмут  |                     |                     | 7                   | 7                   |
| Сабрина Бартлетт                                 | Эбигейл Тёрнер         |                     |                     | 7                   | 7                   |
| Дэвид Бёрнетт                                    | Джозеф                 |                     |                     | 8                   | 8                   |
| Кейт Флитвуд                                     | принцесса Феодора      |                     |                     | 8                   | 8                   |
| Брюно Волкович (сезон 2) Винсент Риган (сезон 3) | король Луи-Филипп      |                     | 1                   | 2                   | 3                   |
| Лили Треверс                                     | Софи, герцогиня Монмут |                     |                     | 8                   | 8                   |
| Джон Сешнс                                       | лорд Джон Рассел       |                     |                     | 8                   | 8                   |
| Лоуренс Фокс                                     | лорд Палмерстон        |                     |                     | 8                   | 8                   |
| Всего эпизодов                                   | Всего эпизодов         | 8                   | 9                   | 8                   | 25                  |

Приглашённые актёры основного состава:
- Мартин Компстон — доктор Трэйл (сезон 2)
- Денис Лоусон — герцог Атолл (сезон 2)
- Сэм Суэйнсбери — доктор Джон Сноу (сезон 3)
- Эдвин Томас — мистер Кейн (сезон 3)

## Эпизоды
| Сезон      | Сезон | Эпизоды         | Даты показа в Великобритании | Даты показа в Великобритании |
| Сезон      | Сезон | Эпизоды         | Премьера сезона              | Финал сезона                 |
| ---------- | ----- | --------------- | ---------------------------- | ---------------------------- |
|            | 1     | 8               | 28 августа 2016              | 9 октября 2016               |
|            | 2     | 8               | 27 августа 2017              | 15 октября 2017              |
| Спецвыпуск | 2     | 25 декабря 2017 | 25 декабря 2017              |                              |
|            | 3     | 8               | 24 марта 2019                | 12 мая 2019                  |

## Показ
Премьера телесериала в Великобритании состоялась 28 августа 2016 года на канале ITV. Трансляция сериала в США стартовала на канале PBS 15 января 2017 года.

## Реакция

### Отзывы критиков
Отзывы критиков на первый сезон сериала были положительными. На Rotten Tomatoes первый сезон держит 81 % «свежести», что основано на 37 рецензиях со средним рейтингом 6,8/10. Критический консенсус сайта гласит: «Сильная актёрская игра Дженны Коулман и Руфуса Сьюэлла дают надежду на потенциал для «Виктории», сравнимый с «Аббатством Даунтон», однако манера повествования слишком напоминает мыльную оперу». На Metacritic первый сезон получил 67 баллов из ста на основе 22-х «в общем положительных» отзывов критиков.

### Награды и номинации
| Год  | Награда                                      | Категория                                                  | Номинант                                                   | Результат |
| ---- | -------------------------------------------- | ---------------------------------------------------------- | ---------------------------------------------------------- | --------- |
| 2017 | 2017 British Academy Television Craft Awards | Лучший макияж и причёски                                   | Ник Коллинс                                                | Номинация |
| 2017 | 69th Primetime Creative Arts Emmy Awards     | Лучший оригинальный саундтрек к драматическому телесериалу | Мартин Фиппс, Рут Баррет, Натали Холт — эпизод «Кукла 123» | Номинация |
| 2017 | 69th Primetime Creative Arts Emmy Awards     | Лучшая музыка ко вступительным титрам                      | Мартин Фиппс                                               | Номинация |